# Laduv-Tempel

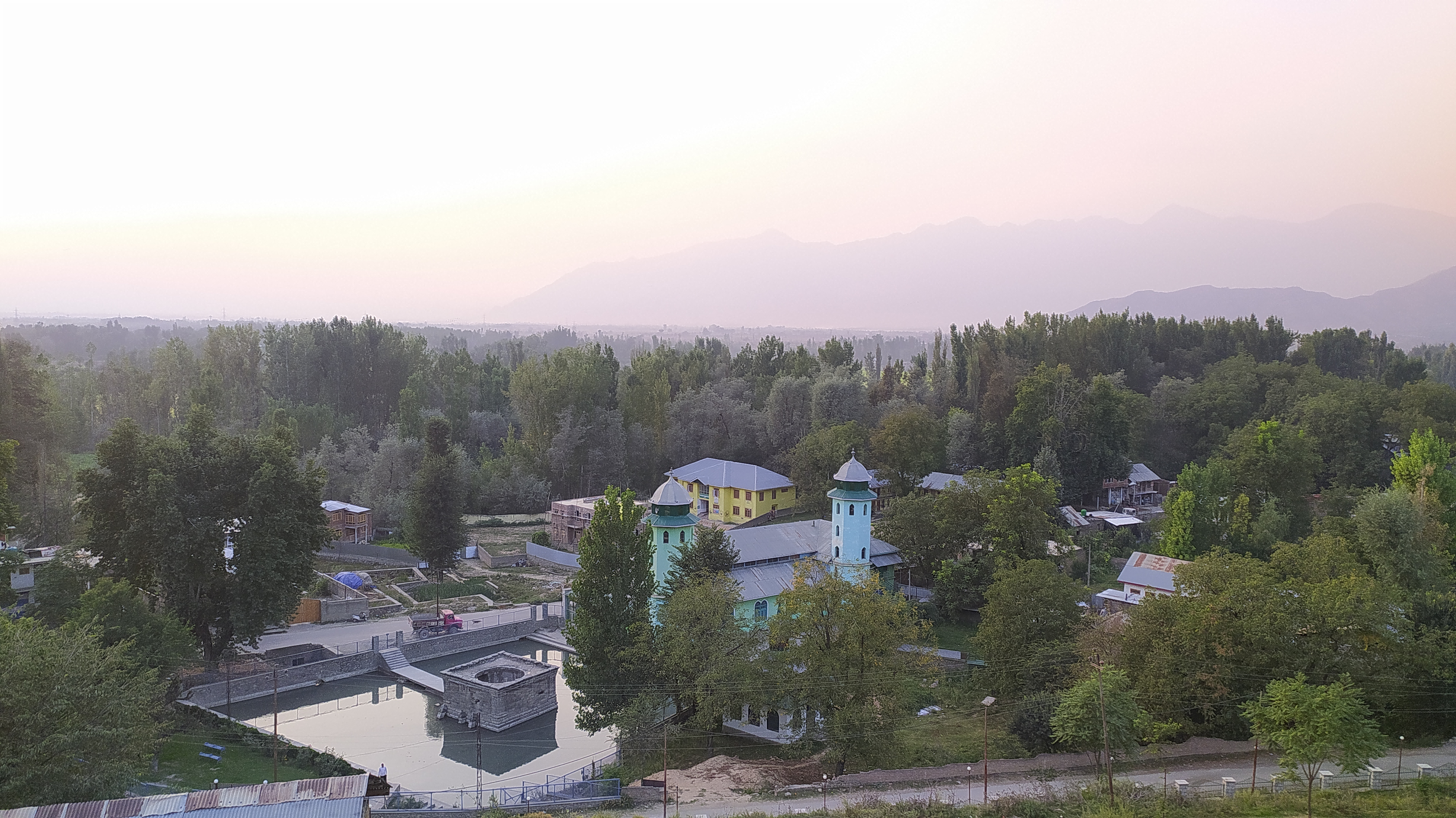
Ort Ladival mit Tempel

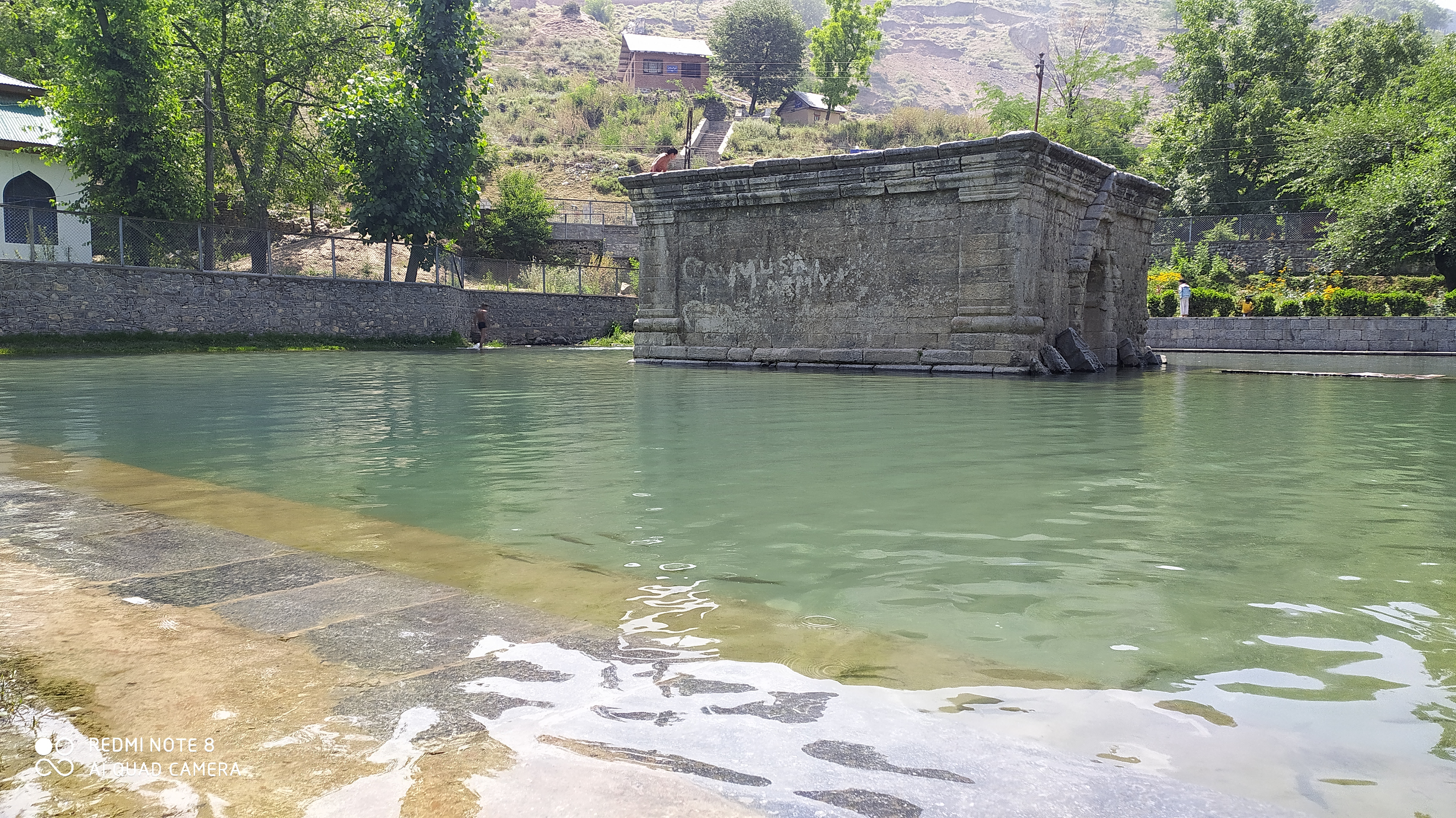
Ladival-Tempel (2020)

Der Ladival-Tempel oder Loduv-Tempel beim Dorf Laddu ist ein vergleichsweise gut erhaltener frühmittelalterlicher Tempel bei Awantipora im Distrikt Pulwama im von Indien verwalteten Teil von Kaschmir. Er gilt als der älteste (erhaltene) Freibautempel Kaschmirs.

## Lage
Der Ladival-Tempel befindet sich auf dem Nordufer des Jhelam-Flusses knapp 30 km (Fahrtstrecke) südöstlich der Stadt Srinagar bzw. ca. 25 km nördlich von Awantipora in einer Höhe von etwa 1700 m.

## Geschichte
Da Inschriften sowie sonstige Textnachrichten fehlen, wird der Bau aus stilistischen Gründen in die zweite Hälfte des 8. Jahrhunderts datiert. Durch Erdbeben kaum beschädigt, überstand er – wahrscheinlich wegen seiner nur lokalen Bedeutung und seiner abgelegenen Lage – den Zerstörungsfeldzug des muslimischen Eroberers Sikandar Butshikan zu Beginn des 15. Jahrhunderts. Von den Briten im 19. Jahrhundert „wiederentdeckt“, wurde er geringfügig restauriert.

## Architektur
Wie die meisten historischen Tempel Kaschmirs steht der Tempel inmitten einer sich bei Regen füllenden Wasserfläche. Nur ein (rekonstruierter) Zugang führt zu dem vollkommen symmetrisch auf einem quadratischen Grundriss von etwa 7,50 m Seitenlänge angelegten einportaligen Bau. Die Außenwände sind ungegliedert und schmucklos. Lediglich die Ecken sowie Basis und Traufe sind durch Pilaster bzw. Gesimse betont. Das Innere des Tempels besteht aus einer nahezu kreisrunden, nach oben offenen Hoffläche mit angrenzenden Schreinen.

## Skulptur
Figürlicher Bauschmuck und/oder Götterbildnisse fehlen. Der Tempel war nach Ansicht einiger Forscher dem Hindu-Gott Shiva geweiht; aber auch andere Götter wurden (jedoch eher spekulativ) ins Spiel gebracht. 